# Powiat krasnowski
Powiat lub ujezd krasnowski – dawny powiat guberni smoleńskiej, dziś odpowiada częściowo rejonowi krasninskiemu obwodu smoleńskiego Rosji.

## Wzmianka słownikowa z 1882 r.
Powiat kraśnieński graniczy na północ i północny wschód z powiatem smoleńskim, na południowym wschodzie z rosławskim, na południu i zachodzie z gub. mohilewską.
Główne rzeki w powiecie: Dniepr, Wiechra i Boż. Gleba gliniasta i czarnoziem, dlatego też rolnictwo lepiej tu stoi niż w innych powiatach tej gubernii i w ogóle powiat ten nadaje się do kolonizacyi polskiej. Rozl 245 487 dzies. 1819 sąż. Najdłuższa przekątnia powiatu 75 w. w długości, 50 w. w szerokości.
Dzieli się powiat na 3 okręgi policyjne. Ludność białoruska. R. 1863 dusz 72 798, wtem 30 katol. W tym powiecie leżą godne uwagi wioski: Andruszowo i Dosugowo.